# Hałycyniwka
Hałycyniwka (ukr. Галицинівка) – wieś na Ukrainie, w obwodzie donieckim, w rejonie pokrowskim, w hromadzie Nowohrodiwka. W 2001 liczyła 1111 mieszkańców.